# 費格斯·鮑斯-萊昂
费格斯·鲍斯-雷昂上尉，（英語：Fergus Bowes-Lyon，1889年4月18日—1915年9月27日），克劳德·鲍斯-雷昂及其夫人塞西莉亚·鲍斯-雷昂的第六个孩子，也是第三子。费格斯·鲍斯-雷昂是英国王太后伊丽莎白·鲍斯-雷昂的兄长，伊丽莎白二世的舅舅。费格斯·鲍斯-雷昂在第一次世界大战中的卢斯战役中阵亡，时年26岁。